# Baeksang Arts Awards
Baeksang Arts Awards, aussi connu comme Paeksang Arts Awards, sont des récompenses cinématographiques sud-coréennes décernées chaque année depuis 1965 et sont destinées à saluer l'excellence des productions nationales de la télévision et du cinéma sud-coréens. La cérémonie est organisée par IS PLUS Corp., éditeur de Ilgan Sports. Elle a été établie par Chang Key-young, fondateur du journal quotidien sud-coréen Hankook Ilbo, dont le nom de plume était Baeksang.  La cérémonie est généralement présentée en avril ou en mai à Séoul.

## Catégories de récompenses

### Récompenses cinématographiques
- Grand Prix (Daesang) (Grand Prize (Daesang)) - depuis 1998
- Meilleur film (Best Film) - depuis 1965
- Meilleur réalisateur (Best Director) - depuis 1965
- Meilleur acteur (Best Actor) - depuis 1998
- Meilleure actrice (Best Actress) - depuis 1991
- Meilleur acteur dans un second rôle (Best Supporting Actor) - depuis 2013
- Meilleure actrice dans un second rôle (Best Supporting Actress) - depuis 2013
- Meilleur scénario (Best Screenplay) - depuis 1965
- Meilleur nouveau réalisateur (Best New Director) - depuis 1999
- Meilleur espoir masculin (Best New Actor) - depuis 1998
- Meilleur espoir féminin (Best New Actress) - depuis 1998
- L'acteur le plus populaire (Most Popular (Male)) - depuis 1990
- L'actrice la plus populaire (Most Popular (Female)) - depuis 1990
- Meilleure musique de film (Best Original Soundtrack) - depuis 1965
- Prix InStyle Fashionista (InStyle Fashionista Award) - depuis 2010

Récompenses passées
- Prix technique (Technical Award), décerné uniquement en 1998

### Récompenses télévisuelles
- Grand Prix (Daesang) (Grand Prize (Daesang)) - depuis 1979
- Meilleur drama (Best Drama) - depuis 1975
- Meilleur programme de divertissement (spectacle de variétés, sitcom) (Best Entertainment Program) - depuis 1998
- Meilleur spectacle culturel ou d'éducation (Best Educational/Cultural Show) - depuis 1998
- Meilleur réalisateur (Best Director) - depuis 1974
- Meilleur acteur (Best Actor) - depuis 1974
- Meilleure actrice (Best Actress) - depuis 1974
- Meilleur scénario (Best Screenplay) - depuis 1974
- Meilleur nouveau réalisateur (Best New Director) - depuis 1988
- Meilleur espoir masculin (Best New Actor) - depuis 1974
- Meilleur espoir féminin (Best New Actress) - depuis 1974
- L'acteur le plus populaire (Most Popular (Male)) - depuis 1987
- L'actrice la plus populaire (Most Popular (Female)) - depuis 1987
- Meilleur performeur de varieté (Homme) (Best Variety Performer (Male)) - depuis 1998
- Meilleur performeur de varieté (Femme) (Best Variety Performer (Female)) - depuis 1998

Récompenses passées
- Prix technique (Technical Award) de 1992 à 1998
- Accomplissement exceptionnel (Outstanding Achievement) de 2003 à 2009
- Meilleur nouveau performeur de varieté (Best New Variety Performer) de 2000 à 2001

### Prix spéciaux
- Récompense pour l'accomplissement d'une vie (Lifetime Achievement Award) - de 1998 à 2017
- Prix de contribution sociale (Social Contribution Award) - décerné uniquement en 2013
- Prix iQiyi Global Star (iQiyi Global Star Award) - de 2015 à 2016